# Aphrodes elongatus
Aphrodes elongatus är en insektsart som beskrevs av Lethierry 1876. Aphrodes elongatus ingår i släktet Aphrodes och familjen dvärgstritar. Inga underarter finns listade i Catalogue of Life.